# Simulium baiensis
Simulium baiensis är en tvåvingeart som beskrevs av Pinto 1932. Simulium baiensis ingår i släktet Simulium och familjen knott. Inga underarter finns listade i Catalogue of Life.